# Разъезд 21 (Хабаровский край)
21 — разъезд в Амурском районе Хабаровского края. Входит в состав Болоньского сельского поселения.

## География
Разъезд находится на железнодорожной линии Волочаевка II — Комсомольск-на-Амуре между казармой 213 км и селом Болонь.

## Население
| 2002 | 2010 | 2011 | 2012 | 2021 |
| ---- | ---- | ---- | ---- | ---- |
| 19   | ↗21  | →21  | ↗22  | ↘11  |